# Peter Lonard
Peter Lonard, född 17 juli 1967 i Sydney i Australien, är en professionell golfspelare. Han spelar på den amerikanska PGA-touren, PGA European Tour och PGA Tour of Australasia. Han ser Greg Norman som sin största inspirationskälla.
Lonard började sin proffskarriär 1989 på PGA Tour of Australasia och spelade även på Europatouren 1991 och 1992 där framgångarna dock uteblev. 1993 och 1994 spelade han inte på grund av att han drabbades av Ross River Fever, en sjukdom som sprids via myggor och som skadade hans ögon. Efter den skukdomen arbetade han som klubbprofessional i tre år innan han gick upp i topp på Order of Merit på PGA Tour of Australasia 1996/1997. Han kom tillbaka till Europatouren 1997 och har sedan dess haft en stabil karriär med en bästa placering i penningligan på 18:e plats 2002. Han har vunnit tävlingar i Australien men aldrig i Europa.
Lonard kom med på PGA-touren 2002 och fick en bra start då han det första året vann över en miljon dollar och hans första seger där kom 2005. Han har även behållit sitt medlemskap på Europatouren. 
Lonard var medlem i det internationella laget i 2003 års Presidents Cup.

## Meriter

### Segrar på PGA-touren
- 2005 MCI Heritage

### Segrar på PGA Tour of Australasia
- 1997 Ericsson Masters
- 2000 Ford Open Championship
- 2001 ANZ Championship
- 2002 Australian PGA Championship (delad seger med Jarrod Moseley), Australian MasterCard Masters, Hyundai Team Matches (med Rich Beem)
- 2003 Australian Open
- 2004 New South Wales Open, Australian Open, Australian PGA Championship